# لجنة البرلمان الأوروبي للصناعة والأبحاث والطاقة
لجنة الصناعة والبحث والطاقة (بالإنجليزية: Committee on Industry, Research and Energy)‏ المعروفة اختصاراً بـ ITRE هي إحدى لجان البرلمان الأوروبي. وتتعلق مسؤوليتها بالصناعة وخاصة التصنيع المعتمد على التكنولوجيا وتكنولوجيا المعلومات والاتصالات. كما أنها تقوم بتنسيق سياسة الفضاء الأوروبية، وبالتالي لديها علاقات مع وكالة الفضاء الأوروبية. وتتولى مهام الإشراف فيما يتعلق بمركز البحوث المشتركة ‏ ومعهد المواد المرجعية والقياسات ‏، فضلاً عن مشاريع مماثلة. وفي الماضي، تعاملت اللجنة أيضًا مع مسائل النقل. ومع ذلك فقد تم نقل هذا المجال السياسي إلى لجنة النقل والسياحة.
الرئيس الحالي للجنة هو بوريس بودكا.

## سياسة الطاقة
إن سياسة الطاقة وسلامتها وكفاءتها من أهم مجالات نشاط اللجنة. فهي تراقب الامتثال لمعاهدة الجماعة الأوروبية للطاقة الذرية فيما يتعلق بالتخلص من النفايات النووية. وقد أدى اتفاق باريس للمناخ وإطلاق الصفقة الأوروبية الخضراء إلى وضع تغير المناخ والتحول في مجال الطاقة في مركز الصدارة. وقد تم من خلال اللجنة تطوير سياسات لدعم التقنيات النظيفة مثل الطاقة المتجددة وطاقة الهيدروجين.

## التنظيم
من مارس 2014، أصبحت لجنة الصناعة والأبحاث والطاقة هي الجهة الرئيسية المسؤولة عن اللوائح المتعلقة بـ "السوق الأوروبية الموحدة للاتصالات الإلكترونية" حيث تقدمت نيلي كروس ‏ بمجموعة من المقترحات التي اعتبرتها مجموعة من المنظمات غير الحكومية مضرّة بحيادية الإنترنت.